# カジェウル駅
カジェウル駅（カジェウルえき）は、大韓民国仁川広域市西区佳佐洞にある仁川都市鉄道2号線の駅。駅番号はI216。
「カジェウル」とは当駅が立地する佳佐洞 （カジュアドン）の朝鮮語の固有語名である。

## 駅構造
- 島式ホーム2面2線を有する地下駅。

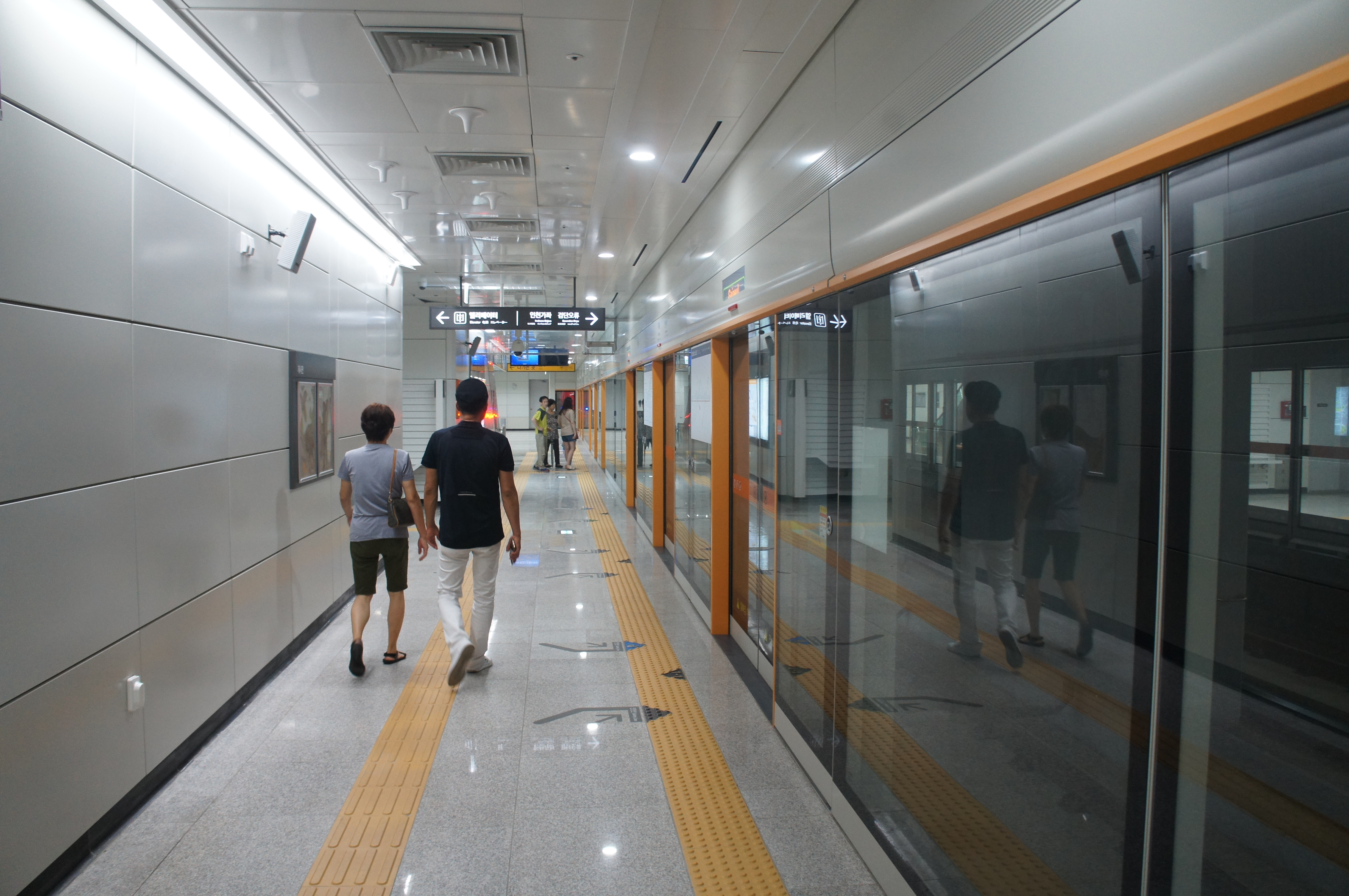
ホーム

### のりば
| 上 | ●2号線 | 石南・アシアード競技場・黔岩・黔丹梧柳方面 |
| 下 | ●2号線 | 朱安国家産団・朱安・仁川市庁・雲宴方面     |

## 歴史
- 2016年7月30日 開業。

## 隣の駅
仁川交通公社
●仁川都市鉄道2号線
仁川佳佐駅 (I215) - カジェウル駅 (I216) - 朱安国家産団駅 (I217)